# Hans Mohl

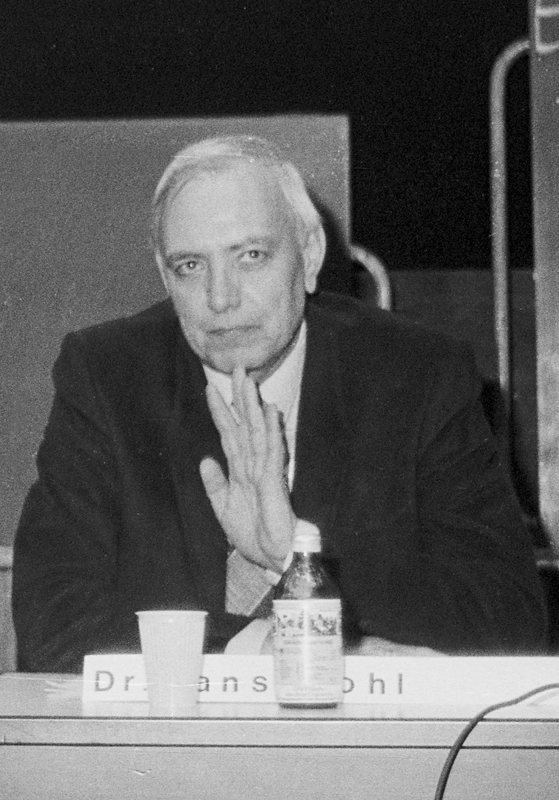
Hans Mohl (1986)

Hans Mohl (* 30. November 1928 in Kiel; † 28. November 1998 in Mainz) war ein deutscher Fernsehjournalist und Moderator, welcher hauptsächlich durch das von ihm fast 30 Jahre lang präsentierte Gesundheitsmagazin Praxis einer großen Anzahl Fernsehzuschauern bekannt wurde.

## Werk und Leben
Mohl studierte Philosophie, Germanistik und Psychologie in Tübingen und arbeitete schon während des Studiums zunächst für eine Jugendzeitschrift, später für den Rundfunk. Nach dem Studium ging er 1958 zum Südwestfunk, wo er für das Fernsehen arbeitete. Eine Dokumentation über Unfalltote gilt als Anlass, sich mit den Möglichkeiten eines Journalisten zu befassen, Lebenshilfe zu bieten. 1963 wechselte er zum ZDF, wo er die Leitung der Redaktion Gesundheit und Natur übernahm.
Das Gesundheitsmagazin Praxis wurde seit dem 5. Januar 1964 regelmäßig gesendet. Insgesamt führte Mohl durch 375 Sendungen. Die Sendung bereitete medizinisches Wissen und Hintergrundinformationen für die breite Masse auf und klärte auch zu bestimmten Themen, z. B. der Gesundheitsvorsorge oder Erster Hilfe auf. Mohl wurde zum Namensgeber der scherzhaften Bezeichnung Morbus Mohl für den Effekt, dass jeweils am Tag nach der Sendung eine Vielzahl Patienten in Arztpraxen die Symptome der vorgestellten Krankheiten bei sich erkannt haben wollten.
1973 sorgte er mit einem Bericht über Zustände in psychiatrischen Anstalten derart für Aufsehen, dass von der damaligen Bundesregierung eine Kommission einberufen wurde, um die Missstände zu beheben.
Mohl war zudem Mitbegründer und Vorsitzender der heute als Aktion Mensch bekannten Hilfsorganisation Aktion Sorgenkind, einer Fernsehlotterie zugunsten behinderter Menschen (ebenfalls ZDF). Inspiriert wurde er dazu durch den Contergan-Skandal und seine Folgen.
Weiterhin schrieb er Artikel für medizinische Fachzeitschriften und moderierte Fachkongresse.
Als Angestellter des öffentlichen-rechtlichen Senders ZDF ging er 1993 mit 65 Jahren in Rente.
Hans Mohl, der sich immer für gesundheitliche Fragen und auch die Früherkennung eingesetzt hatte und mit Mitte Dreißig selbst das Rauchen aufgab, starb kurz vor seinem 70. Geburtstag an Krebs. Er fand auf dem Friedhof von Mainz-Drais seine letzte Ruhe.

## Auszeichnungen
1980 wurde ihm als erstem Journalisten von der Universität Erlangen-Nürnberg die Ehrendoktorwürde verliehen, 1986 das Bundesverdienstkreuz erster Klasse.
1966 erhielt er eine besondere Anerkennung der Pressejury beim Adolf-Grimme-Preis für die Sendung Gefahr im Blut – Der Rhesus-Faktor (zusammen mit Marlene Linke).
Für die Sendung Gesundheitsmagazin Praxis erhielt er neben der Goldenen Kamera (1968) und dem Adolf-Grimme-Preis mit Bronze (1974) zahlreiche weitere, auch internationale Auszeichnungen.